# Yano
Yano es una banda de rock de Filipinas formada en 1993 de estilo folk / punk'. 
Los miembros de la banda se componía originalmente de Dong Abay (voz) y Eric Gancio (guitarras). Onie Badiang más tarde se unió a ellos como bajista; Nowie Favila fue el baterista de costumbre, pero se negó a unirse al grupo debido a compromisos con Ang Grupong Pendong. Otros tambores de la banda incluyen Nonong Timbalopez, Harley y Junio Nogoy Alarcón. La banda obtuvo su nombre cuando Abay miró a través de una entrada en "Talahulugang Pilipino", un viejo tagalo diccionario. "Yano" en  el idioma Tagalo significa "simple", un término frecuentemente utilizado por en la provincia de Quezón (Filipinas). El grupo se disolvió en 1997 después de que Dong Abay dejara la banda. Con Dong Abay en la voz, el grupo lanzó sus tres trabajos más emblemáticos, con el sello discográfico BMG. A partir de 2007, Eric Gancio revivió la banda como un proyecto solista, aunque continuó empleando músicos para sus actuaciones en directo. En 2013 lanzó su cuarto álbum, que describió como el cuarto álbum titulado Talâ (Estrella), con su propio sello independiente Yano Records. En 2014 lanzó su último trabajo titulado Ya Hindi No.

## Discografía
| Año  | Título       | Discográfica                              |
| ---- | ------------ | ----------------------------------------- |
| 1994 | Yano         | Alpha Records y relanzado por BMG en 1998 |
| 1996 | Bawal        | BMG                                       |
| 1997 | Tara         | BMG                                       |
| 2001 | Best of Yano | BMG                                       |
| 2013 | Tala         | Yano Records                              |
| 2014 | Ya Hindi No  | Yano Records                              |

- Datos: Q3547354